# Dide Lubben

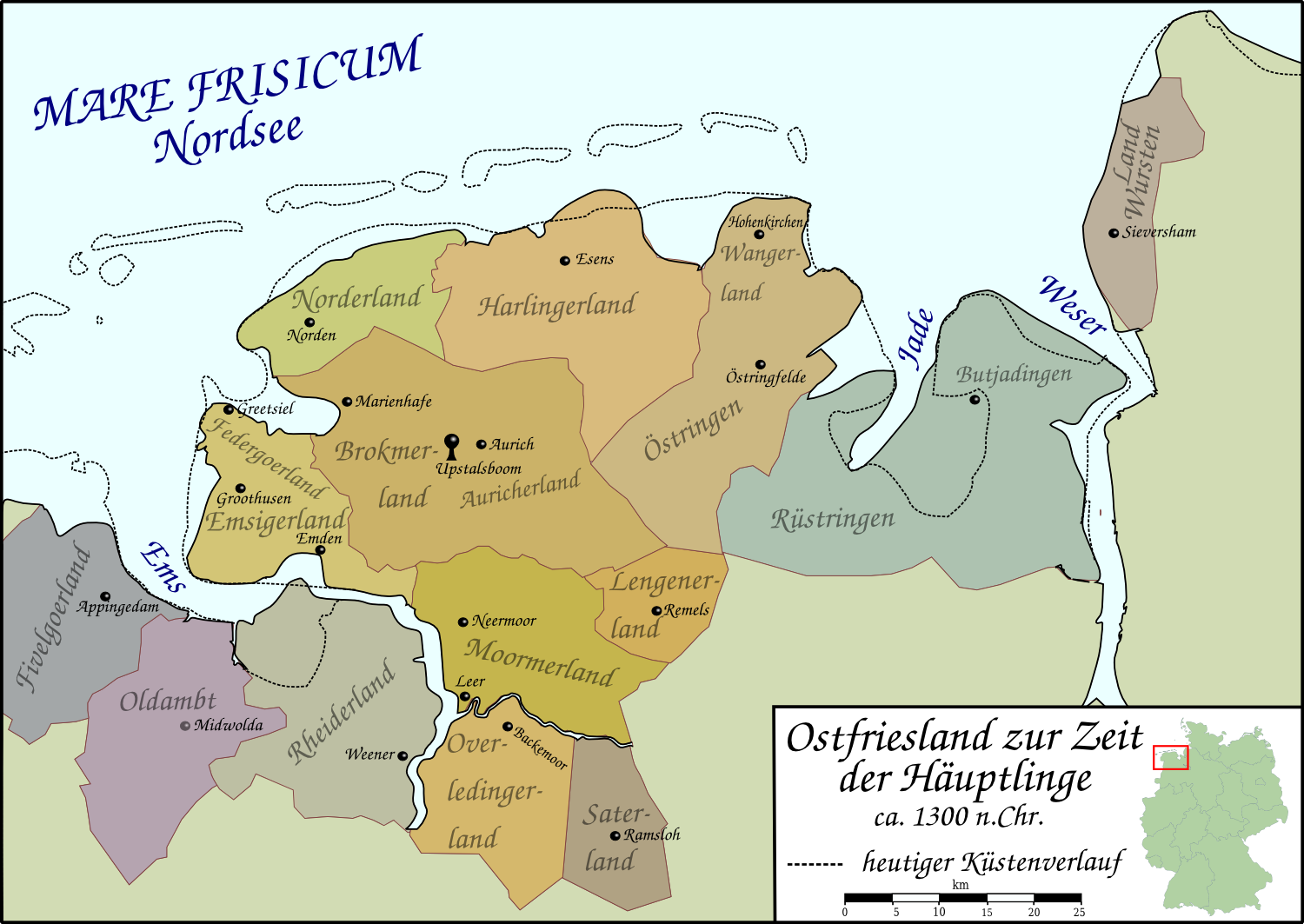
Ostfriesland zur Zeit des Häuptlingswesens.

Dide Lubben (bezeugt 1384; † nach 1414) war ein Ostfriesischer Häuptling im Stadland.

## Leben

### Als Häuptling im Stadland
Dide war der Sohn des im Kirchspiel Rodenkirchen angesessenen Lubbe Onneken und seiner – vermutlich aus Butjadingen stammenden – Frau Suster. Er trat 1384 zusammen mit seinem Vater politisch in Erscheinung, als er sich einem Bündnis der Stadt Bremen, Graf Konrad II. von Oldenburg, Häuptling Edo Wiemken dem Älteren und anderen gegen den Esenshamm beherrschenden Husseko Hayen anschloss. Die Familie wird also damals schon über bedeutenderen Besitz und überlokales Ansehen verfügt haben. Nach dem Sieg über Husseko ließen sich Dide, der in dieser Zeit schon mündig gewesen sein muss, und sein Vater im Juli 1384 von der Stadt Bremen als Häuptlinge zu Rodenkirchen einsetzen.

### Als Verbündeter Bremens
Im Mai 1400 gelobte Dide unter vielen anderen Häuptlingen des östlichen Friesland als „Dido Lubbensone, hovetlink to Rodenkerken“ in Emden der Hanse, die Vitalienbrüder oder andere Seeräuber nicht zu unterstützen. Lubbe Onneken war zu diesem Zeitpunkt wahrscheinlich schon gestorben. In den Jahren 1400/1401 unterstützte Dide erneut Bremen, das mit Unterstützung des Grafen von Oldenburg und Teilen des bremischen Stiftadels einen Feldzug mit 6000 Mann in das Land Butjadingen unternahm, um den regelmäßig von dort aus initiierten Angriffen auf bremische und andere Handelsschiffe Einhalt zu gebieten. Während dieser Unternehmung errichteten die Bremer eine Schiffsbrücke aus 20 aneinandergelegten Eken über die Heete, einem Mündungsarm der Weser, der die Grenze zwischen dem Stadland und Butjadingen bildete. Der Kriegszug endete mit einem Sieg der Bremer und ihrer Verbündeten, infolge dessen die Butjadinger Häuptlinge geloben mussten, in Zukunft die Kaufleute in ihrem Gebiet zu beschützen und für jeden von ihrem Territorium aus unternommenen Raubzug Entschädigung zu leisten. Im August 1404, stimmte Dide dem Vorhaben der Stadt Bremen zu, zum weiteren Schutz der Schifffahrt auf der Unterweser an der Heete eine Burg zu bauen. In der darüber ausgestellten Urkunde nennt er sich „hovetlingh in deme Stade“ – eine Selbstbezeichnung, die seine seit 1400 ausgebaute, in enger politischer Anlehnung an Bremen gewonnene Vormachtstellung im Stadland erkennen lässt. Die Friedeburg wurde 1407 tatsächlich gebaut und mit einer Besatzung belegt. Bremen betrachtete Dide als ihren Amtmann, dem sie das Land sowie die Ausübung der öffentlichen Gewalt „anbefohlen“ habe.
Der Bau der Burg rief allerdings wiederum die Oldenburger Grafen auf den Plan, die die Machtstellung Bremens an der Unterweser brechen wollten. Zusammen mit Edo Wiemken und Butjadinger Bauern griff der Oldenburger Graf Christian VI. den Verbündeten der Bremer Dide 1408 im Stadland an und drängte ihn bis Golzwarden zurück. Bremen kam ihm mit Stiftsrittern und den verbündeten Grafen Otto IV. von Delmenhorst und Otto von Hoya zu Hilfe. Christian VI. wurde gefangen genommen und in der Friedeburg inhaftiert.

### Als Gegner Bremens
In der Folge strebte Dide zunehmend eine eigenständige, dynastische Herrschaft über das Stadland an und geriet entsprechend in Gegensatz zu den Bremern. Aus Bremer Sicht hatte er seinen Kindern geschworen, dass er die Friedeburg „tonichte maken“ wolle. Ein Zeugnis auch für die dynastische Perspektive seiner Herrschaftsambition. Spätestens seit 1412 bereitete der Bremer Rat Dides Vertreibung aus dem Stadland vor. Dass Bremen sich dazu neben Graf Otto III. von Hoya sogar die ehemaligen Gegner, die Grafen von Oldenburg und Edo Wiemken als Verbündete sicherte, lässt erkennen, wie hoch man die Widerstandskraft des Stadländer Häuptlings einschätzte. Der offene Kampf im Frühjahr 1414 konzentrierte sich auf die je vierzehntägige, erfolgreiche Belagerung der befestigten Kirchen von Golzwarden und Esenshamm. Die Stadt Bremen zog das eroberte Stadland unter ihre unmittelbare Landesherrschaft. Dide und seine Söhne Gerold und Onneke mussten das Land verlassen. Wohin sich der vertriebene Häuptling wandte, ist unklar. Vermutlich war er schon tot, als seine Söhne Gerold und Dude, der im Stadland hatte bleiben dürfen, 1418 vergeblich versuchten, die Friedeburg im Handstreich zu erobern. Sie wurden 1419 in Bremen hingerichtet.

## Weitere Nachkommen
Dides Tochter Ivese heiratete Hayo Harlda (bezeugt 1420; † 1441), Häuptling zu Jever. Der aus dieser Ehe stammende Sohn Tanno Duren (bezeugt 1442; † 1468) war ebenfalls Häuptling zu Jever.
Die heute noch blühenden Geschwistergeschlechter Tantzen und Lübben lassen sich in männlicher Linie auf Dide Lubben zurückführen. Der von Lubbe Onneken, Dides Vater, überlieferte heraldisch nach rechts aufgerichteten Löwe im Schilde begleitet die Geschwistergeschlechter Lübben und Tantzen als Wappenbild. Beide Familien lassen sich auf den „edelen Duden“, Großvater von Dide Lubben, zurückführen. Der aufgerichtete Löwe deutet auf ein altes Friesengeschlecht und ist Zeichen anderer aus dem Geschlecht der Onneken hervorgehender, führender Familien, unter anderem Lubbe Onneken von Langwarden (später Häuptling zu Knyphausen).